# La Londe-les-Maures

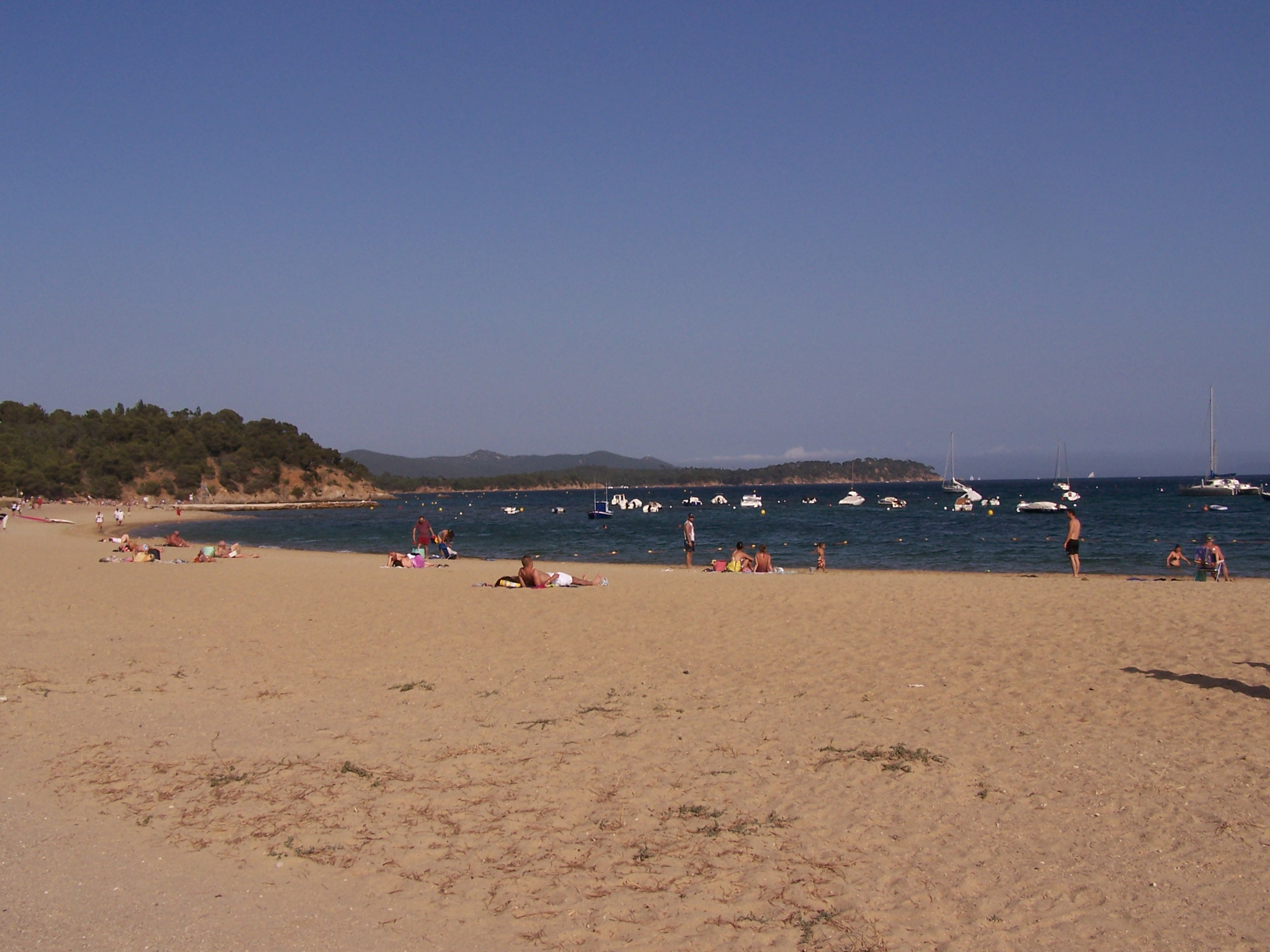
Stranden

La Londe-les-Maures är en kommun i departementet Var i regionen Provence-Alpes-Côte d'Azur i sydöstra Frankrike. Kommunen ligger i kantonen La Crau som tillhör arrondissementet Toulon. År 2022 hade La Londe-les-Maures 11 010 invånare.

## Befolkningsutveckling
Antalet invånare i kommunen La Londe-les-Maures
| Referens: INSEE |